# Radek Matějovský
Radek Matějovský (* 17. listopadu 1977, Praha) je bývalý český hokejový útočník. Většinu kariéry strávil v Plzni. Mezi jeho další působiště patřily Pardubice, Slavia Praha, Jihlava a kariéru ukončil v Mladé Boleslavi.

## Hráčská kariéra
- 1996/1997 HC Slavia Praha (E), HC Berounští Medvědi (1. liga)
- 1997/1998 HC Slavia Praha (E)
- 1998/1999 HC Dukla Jihlava (E)
- 1999/2000 HC Slavia Praha (E),HC IPB Pojišťovna Pardubice (E)
- 2000/2001 HC Slavia Praha (E)
- 2001/2002 HC Slavia Praha (E)
- 2002/2003 HC Keramika Plzeň (E)
- 2003/2004 HC Lasselsberger Plzeň (E)
- 2004/2005 HC Lasselsberger Plzeň (E)
- 2005/2006 HC Lasselsberger Plzeň (E)
- 2006/2007 HC Lasselsberger Plzeň (E)
- 2007/2008 HC Lasselsberger Plzeň (E)
- 2008/2009 HC Lasselsberger Plzeň (E)
- 2009/2010 HC Plzeň (E), Bílí Tygři Liberec (E)
- 2010/2011 BK Mladá Boleslav (E)